# Inventário Suíço dos bens culturais de importância nacional e regional

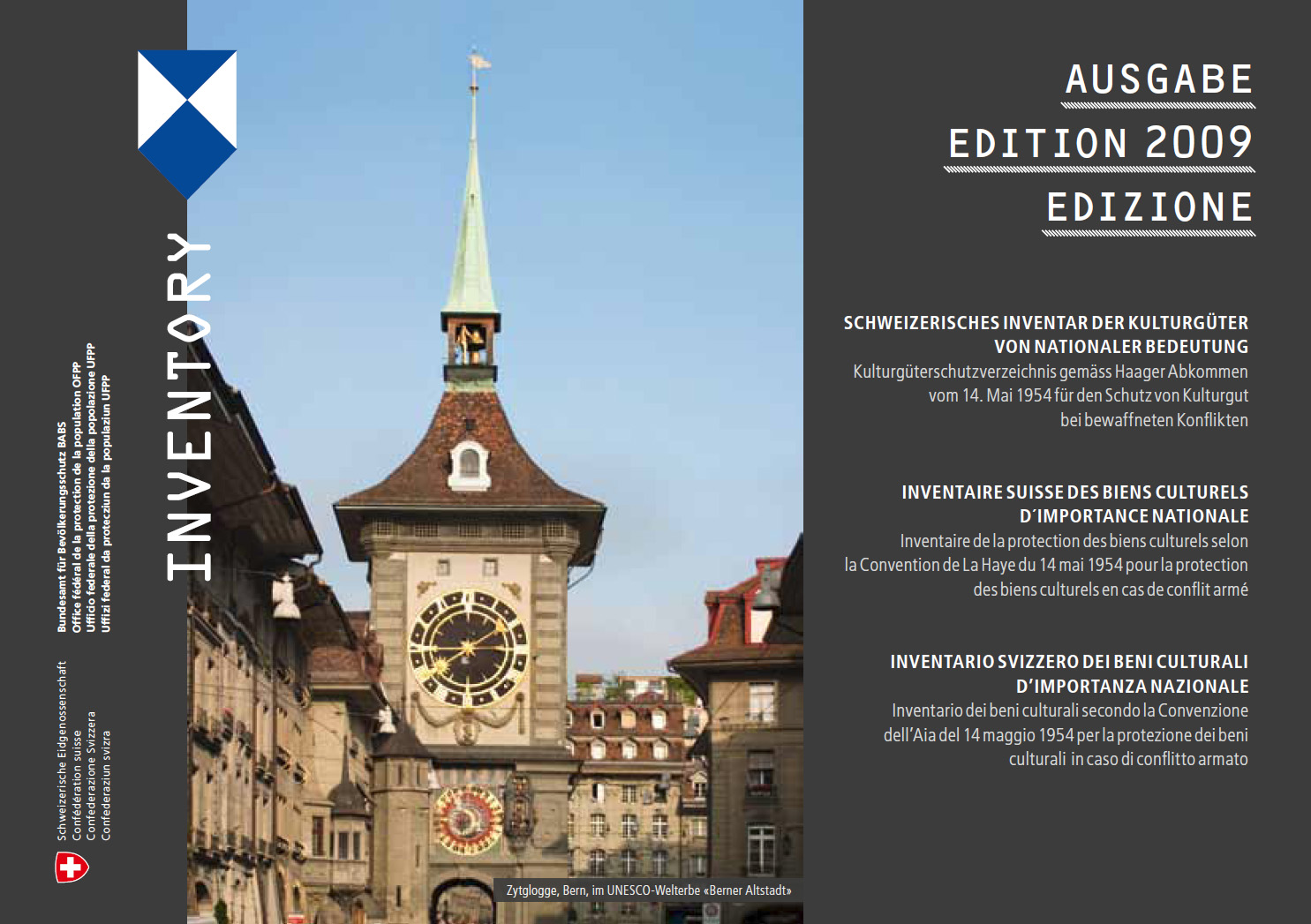
Capa do inventário de 2009

O Inventário Suíço dos bens culturais de importância nacional e regional (Alemão: Schweizerisches Inventar der Kulturgüter von nationaler und regionaler Bedeutung, Français: Inventaire suisse des biens culturels d'importance nationale et régionale, Italiano: Inventario dei beni culturali svizzeri d'importanza nazionale e regionale) é, como o nome indica, um registo dos bens a conservar não só em razão do sua beleza como também devido à sua importância histórica. Actualmente com mais de 8 300 entradas é estabelecido segundo o artigo 5 da UNESCO.

## Objectivos
O inventário contém principalmente imóveis ou torres, castelos, palácios, aldeias e mesmo praças e sítios arqueológicos que são classificados de interesse nacional, a Classe A com 1 800 entradas, e os de interesse regional, a Classe B.

## Publicação
O registo é feito em colaboração pela Confederação Helvética em colaboração com os Cantões da Suíça e reeditado de tempos a tempos, tendo a última tido lugar em 2009.